# تيلي أندرسون
تيلي أندرسون (23 أبريل 1875-29 أبريل 1965) كانت راكبة دراجة على الطريق والمضمار.

## بداية حياتها
وُلدت في 23 أبريل 1875 في سكون، السويد، لأندرس بينغتسون وسارة آن ماري نيلسدوتر. هاجرت إلى شيكاغو، إلينوي، في عام 1891. تيلي، مهاجرة سويدية، وشخصية قوية الإرادة للغاية بكل المقاييس، تفوقت على أفضل الأفضل على عجلة القيادة، بأوقات لا تزال مثيرة للإعجاب حتى اليوم. وُلدت تيلي في سكونا بالسويد عام 1875، وهاجرت إلى شيكاغو عام 1891 في سن السادسة عشرة. وفي عمر 18 عامًا، كانت قد وفرت ما يكفي من المال من العمل كخياطة لشراء دراجتها الأولى. خلال صيف عام 1895، شاركت في السباق على مضمار القرن إلجين أورورا وحطمت الرقم القياسي لهذا القرن. سافرت لاحقًا في جميع أنحاء البلاد للمشاركة في سباقات الدراجات للسيدات لمدة ستة أيام، والتي تضمنت السباق بأقصى سرعة لمدة ساعتين كل مساء لمدة ستة أيام متتالية. كانت تيلي تبلغ من العمر 20 عامًا عندما اعترفت بها رابطة العجلات الأمريكية كأفضل راكبة دراجة في العالم. في يونيو 2000 - بعد 105 سنوات، إدرجت تيلي بعد وفاتها في قاعة مشاهير ركوب الدراجات في الولايات المتحدة، وهي بطلة بلا منازع ورائدة حقيقية في ألعاب القوى النسائية.

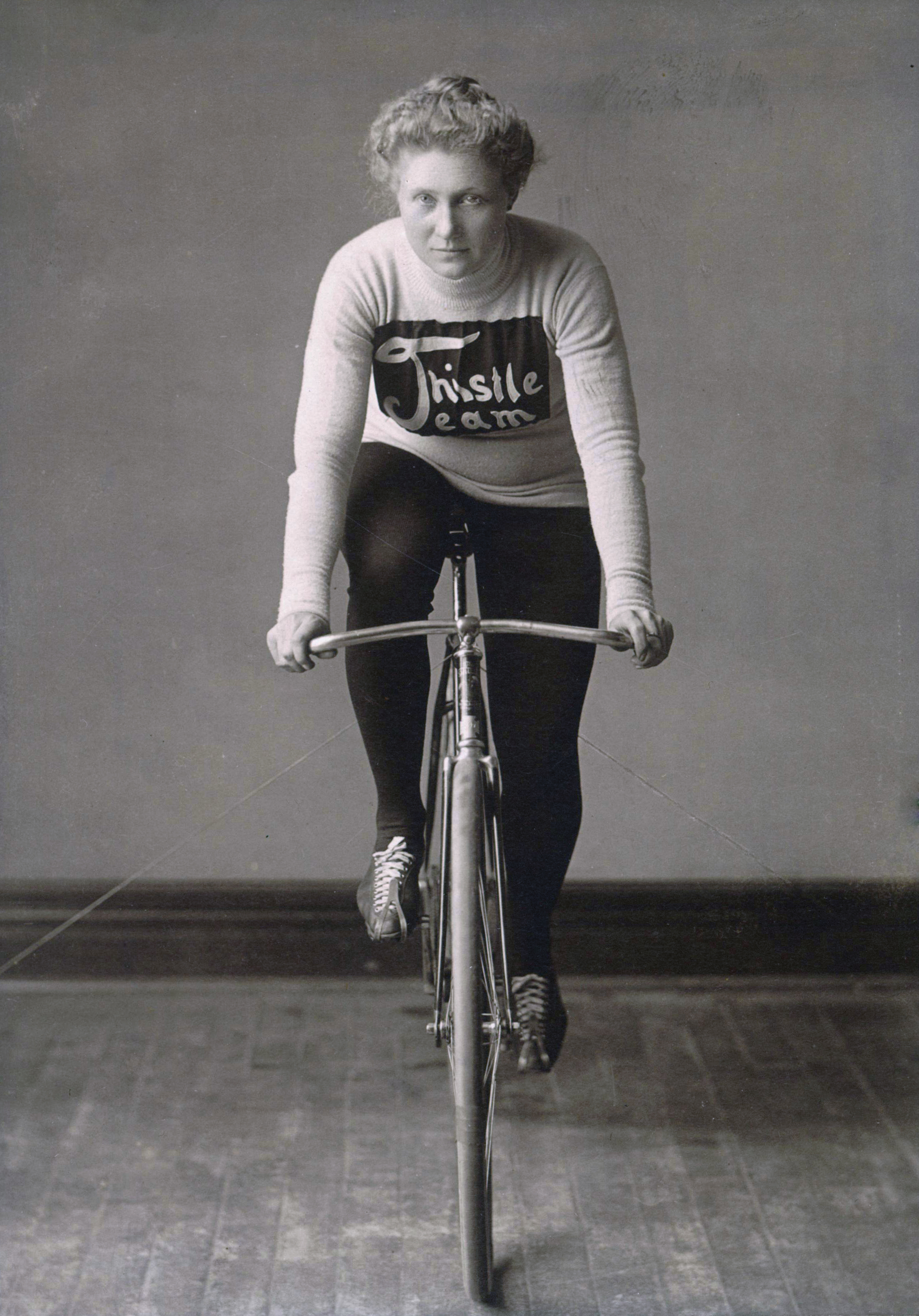
بطلة العالم - سباقات الدراجات الهوائية للسيدات لمدة ستة أيام 1895-1902

## الميداليات
احتفظت تيلي بأرقام قياسية في كل مسافة تقريبًا من الركض إلى القدرة على التحمل. لقد ركبت ذات مرة مسافة نصف ميل في 52 ثانية؛ وفي مناسبة أخرى قطعت مسافة 100 ميل في ست ساعات و52 دقيقة و15 ثانية. وبحسب ما ورد شاركت في 130 سباقًا في مسيرتها وكانت الأولى على علامة النهاية في جميع السباقات باستثناء سبعة. وظلت بطلة العالم غير الرسمية حتى تقاعدها في عام 1902، عندما مُنعت النساء من السباق ويرجع ذلك جزئيًا إلى مستوى الخطر الذي تنطوي عليه الرياضة وقمع النساء في الرياضة.
"تعترف النساء أنفسهن بأنهن سينهارن جسديًا، لكنهن مصممات على التسابق من أجل الحصول على المال الذي يفوزن به". جمهورية سانت لويس، 12 ديسمبر 1897.

## زواج
في ذروة حياتها المهنية، تزوجت تيلي أندرسون من مدربها ومديرها، جيه بي "فيل" سيوبيرج، في ديسمبر 1897. تخلى فيل، وهو متسابق سابق، عن مسيرته في السباقات لإدارة تيلي. قام مديرو السباق بتدريب الرياضيين، وعثروا على رعاة لدفع النفقات، وقاموا بجدولة السباقات ولم يتركوا خط البداية حتى يمنحوا راكبي الدراجات أقوى دفعة يمكنهم حشدها. أصيب سيوبيرج بمرض السل بعد وقت قصير من زواجهما وتوفي في عام 1901. ترملت تيلي في سن 26 عامًا ولم تتزوج مرة أخرى أبدًا.

## الرائدة
كثير من الناس بما في ذلك والدة تيلي وشقيقها ومدرس الكتاب المقدس القس دوايت إل مودي لا يوافقون على ركوب النساء (خاصة تيلي) للدراجات، ناهيك عن المنافسة في أحداث السباق وهم يرتدون ملابس ضيقة وحيث من المعروف أن المقامرة تحدث. لكن الآخرين شعروا بشكل مختلف. في عام 1896، نُقل عن سوزان أنتوني قولها: 
"دعني أخبرك برأيي في ركوب الدراجات. لقد ساهمت في تحرير المرأة أكثر من أي شيء آخر في العالم. إنها تمنح المرأة شعورًا بالحرية والاعتماد على الذات. أقف متفرجًا وأبتهج في كل مرة أرى فيها امرأة تركب على عجلة. صورة الأنوثة الحرة غير المقيدة". 
عندما نُقل عن أنطوني قولها هذا في عام 1896، كانت تيلي أندرسون هي بطلة العالم لركوب الدراجات للسيدات بلا منازع، وقد ظلت كذلك لأكثر من عام.

## إرثها

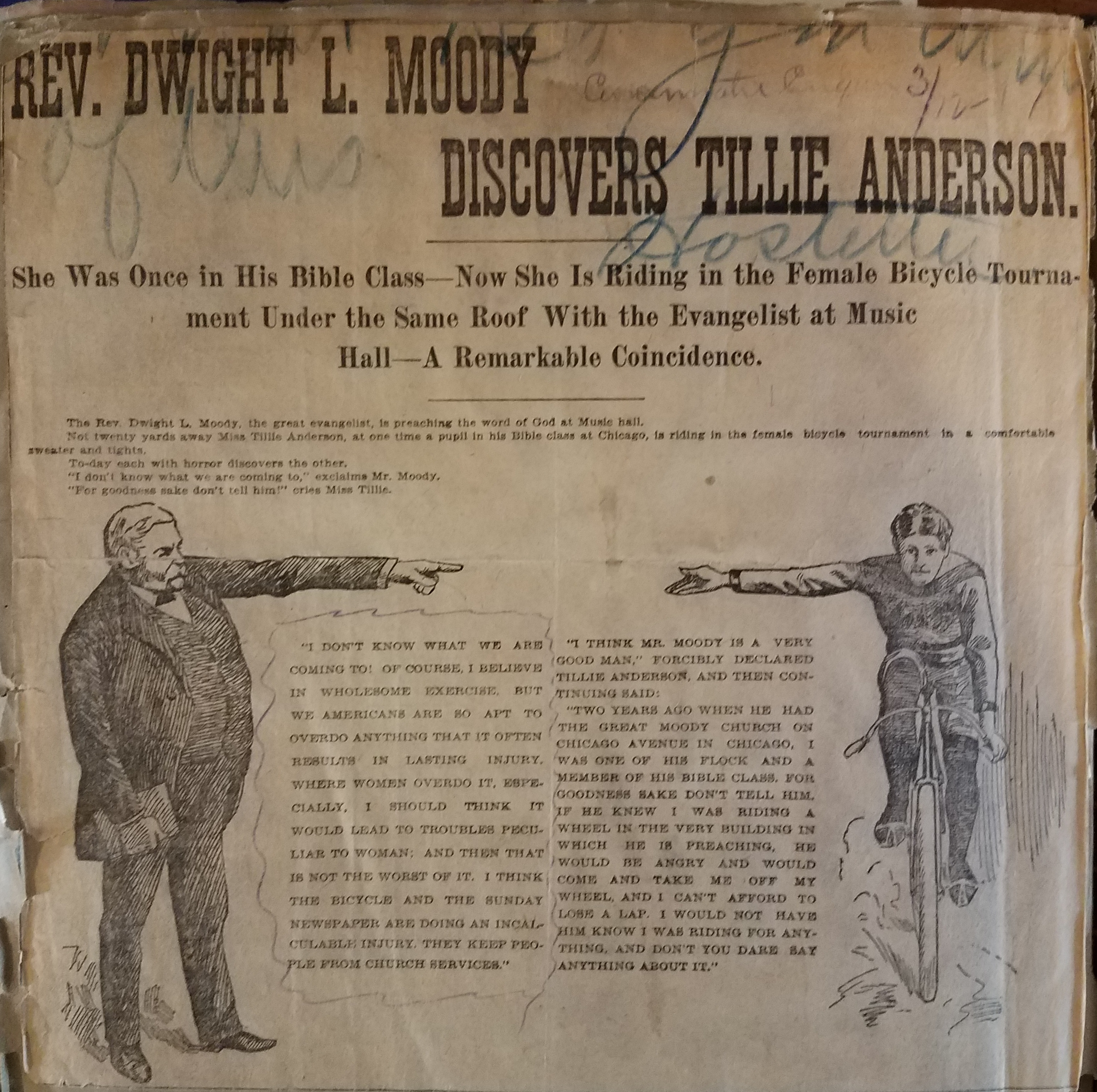
جمهورية سانت لويس، 13 ديسمبر 1897

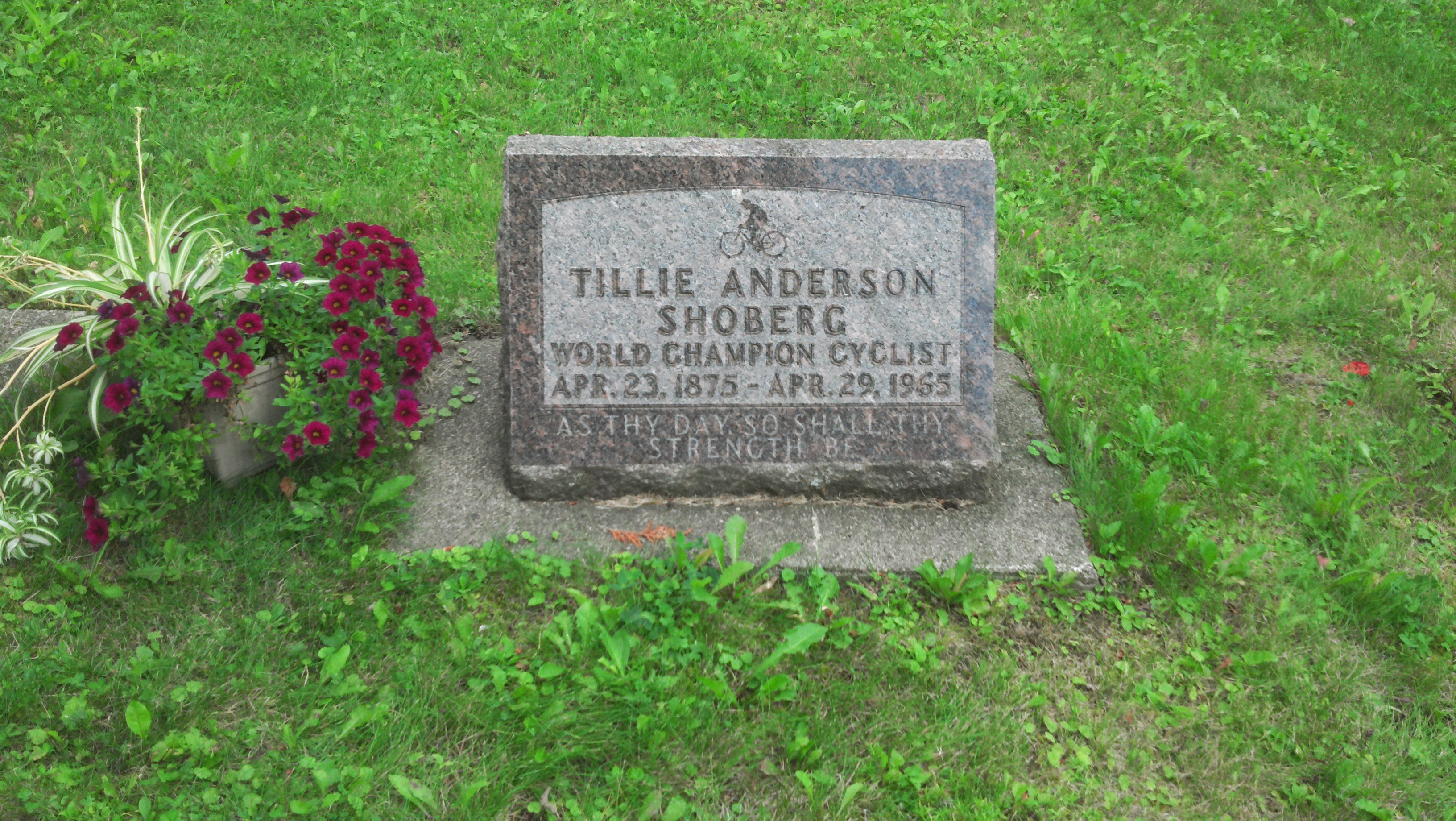
قبر تيلي

ظلت تيلي مدافعة عن ركوب الدراجات على مر السنين، وكثيرًا ما كانت تتفاخر بالحفاظ على وزنها في حدود أربعة أرطال من وزن السباق طوال حياتها. عملت تيلي كمدافعة عن تطوير مسارات الدراجات في حدائق مدينة شيكاغو. وظلت نشطة في رابطة أمريكان ويلمان ونجوم الدراجات في القرن التاسع عشر حتى وفاتها في عام 1965 عن عمر يناهز التسعين عامًا. لإنجازاتها في ركوب الدراجات في كل من أحداث الطرق والمضمار، إدخلت تيلي في قاعة مشاهير ركوب الدراجات في الولايات المتحدة في عام 2000.

## الوفاة
توفيت في 29 أبريل 1965 (العمر 90 عامًا)، ديترويت ليكس، مينيسوتا. دفنت في مقبرة كنيسة إيمانويل اللوثرية، أوسيدج، مينيسوتا.